# Ranunculus chilensis
Ranunculus chilensis DC. – gatunek rośliny z rodziny jaskrowatych (Ranunculaceae Juss.). Występuje endemicznie w Chile.

## Morfologia
PokrójBylina o owłosionych pędach. Dorasta do 10–40 cm wysokości.
LiścieSą 3- lub 5- klinowo klapowane. Mają półokrągły, dłoniastozłożony kształt. Brzegi są mniej lub bardziej ząbkowane. Osadzone są na długim ogonku liściowym.
KwiatySą pojedyncze. Pojawiają się na szczytach pędów. Dorastają do 15 mm średnicy. Mają 5 owłosione działki kielicha oraz od 8 do 10 podwójnie klapowanych płatków.